# Mesure composite
 (décembre 2019).
Une mesure composite, dans les statistiques et la conception de la recherche, se réfère à une mesure composite de variables, c'est-à-dire une mesure basée sur des éléments de données multiples.
Un test de QI est un exemple de mesure composite qui donne un score unique basé sur une série de réponses à diverses questions.
Il existe trois types de mesures composites communes :
- les indices-mesures qui résument et classent des observations spécifiques, généralement à l'aide d'une échelle ordinale[1] ;
- les échelles-indices avancés dont les observations sont ensuite transformées (mises à l'échelle) en raison de leurs relations logiques ou empiriques ;
- les typologies-mesures qui classifient les observations en fonction de leurs attributs selon plusieurs variables, généralement sur une échelle nominale.

## Indices versus échelles
Les indices sont souvent appelés échelles, mais en réalité tous les indices ne sont pas nécessairement des échelles.
Alors que les indices sont généralement créés en agrégeant les scores des attributs individuels de diverses variables, les échelles sont plus nuancées et prennent en compte les différences d'intensité entre les attributs de la même variable en question. Les indices et les échelles doivent fournir un classement ordinal des cas sur une variable donnée, bien que les échelles soient généralement plus efficaces,. Alors que les indices sont basés sur une simple agrégation d'indicateurs d'une variable, les échelles sont plus avancées et leurs calculs peuvent être plus complexes, utilisant par exemple des procédures de mise à l'échelle telles que le différentiel sémantique.

## Validation des mesures composites
Une bonne mesure composite doit permettre de garantir que les indicateurs sont indépendants les uns des autres. Elle devrait également prédire avec succès d'autres indicateurs de la variable.